# Millions (film, 2004)
Pour les articles homonymes, voir Millions.
Pour plus de détails, voir Fiche technique et Distribution.
Millions est un film britannique réalisé par Danny Boyle et sorti en 2004. Il s'agit d'une adaptation du roman de jeunesse du même nom de Frank Cottrell-Boyce, qui signe lui-même le scénario.

## Synopsis
Quelques jours avant le passage à l'euro de la Grande-Bretagne, Damian, un jeune garçon de sept ans passionné par l'histoire des saints, se retrouve par hasard en possession d'un sac contenant une partie du butin d'un cambriolage. Pensant qu'il s'agit d'un cadeau divin, il réalise vite qu'il ne lui reste que quelques jours pour dépenser cet argent tombé du ciel. Damian envisage de le distribuer aux plus démunis, tandis que son frère aîné Anthony, mis dans la confidence, suggère plus prosaïquement d'investir dans l'immobilier.

## Fiche technique
- Titre français et original : Millions
- Réalisation : Danny Boyle
- Scénario : Frank Cottrell Boyce, d'après son roman Millions
- Production : Graham Broadbent
- Musique : John Murphy
- Photographie : Anthony Dod Mantle
- Montage : Chris Gill
- Dates de sortie :
  - Canada : 14 septembre 2004 (première au festival de Toronto)
  - Royaume-Uni : 27 mai 2005
  - France : 6 juillet 2005
  - Belgique : 31 août 2005

## Distribution
- Alexander Nathan Etel (VF : Carole Baillien) : Damian
- Lewis Owen McGibbon : Anthony
- James Nesbitt : Ronnie
- Daisy Donovan : Dorothy
- Christopher Fulford : l'homme

Version française
- Société de doublage : NDE Production
- Direction artistique : Antony Delclève
- Adaptation des dialogues : Frédéric Alameunière